# Sphoeroides pachygaster
Sphoeroides pachygaster is een straalvinnige vissensoort uit de familie van kogelvissen (Tetraodontidae). De wetenschappelijke naam van de soort is voor het eerst geldig gepubliceerd in 1848 door Müller & Troschel.